# Bella Dilemma – Drei sind einer zu viel
Bella Dilemma – Drei sind einer zu viel ist eine deutsche Filmkomödie von Oliver Schmitz aus dem Jahr 2013 und die dritte Episode der Fernsehreihe Bella mit Andrea Sawatzki in der Hauptrolle.

## Handlung
Bella Jung ist frisch geschieden, lebt aber dennoch mit ihrem Ex-Mann Martin, sowie ihrem neuen Freund Sebastian zusammen in einer Wohngemeinschaft. Ihre Schwester Ines kann das nicht verstehen, aber Bella ist der Meinung, dass sie Martin in seiner Krise ohne Job und ohne Geld nicht so einfach hängen lassen kann, schließlich waren sie viele Jahre glücklich und haben eine fast erwachsene Tochter miteinander. Sebastian ist da weniger nachsichtig, er wäre lieber heute als morgen mit Bella allein, doch Martin denkt so schnell nicht daran auszuziehen. Gerade als Bella Martin darum bitten will, sich endlich eine eigene Wohnung zu suchen, verunglücken zwei Freunde von ihnen tödlich. So bekommt dieses dramatische Ereignis alle Aufmerksamkeit und die Probleme von Bellas WG rücken erst einmal wieder in den Hintergrund. Hinzu kommt, dass ihre Freunde ihnen ihr zweijähriges Kind „hinterlassen“. Laut testamentarischer Verfügung sollen sie, als die Pateneltern, das Sorgerecht für Tom erhalten. Bella stellt sich ohne Diskussion dieser neuen Verantwortung, was nun allerdings bedeutet, dass sie und Martin die Erziehung zu übernehmen haben. Auch das Jugendamt sieht das so, behält sich aber vor, die Jungs auf Herz und Nieren zu überprüfen, damit sichergestellt ist, dass Tom bei ihnen wohlbehütet aufwachsen kann. Sollte es daran in naher Zukunft Zweifel geben, wird man das Kind in eine geeignetere Familie geben.
Bella hat sich gerade selbstständig gemacht und das Massagestudio „Bellas Oase“ eröffnet. Da Martin krampfhaft auf der Suche nach einer neuen Anstellung und tagsüber in dieser Angelegenheit unterwegs ist, nimmt Bella den Jungen zeitweise mit ins Geschäft, danach kümmert sich Martin um Tom und kocht zum Abend, wenn Bella nach Hause kommt. Für Sebastian ist kaum noch Platz in Bellas Leben. Um mit ihr mal alleinzusein, muss er sie fast entführen. Bella versteht ihn ja, doch hat sie im Moment auch keine andere Lösung, als sich weiter mit ihrem Exmann zu arrangieren und dem Jugendamt die „heile Familie“ vorzuspielen. Sebastian konfrontiert Martin mit der Tatsache, dass er und Bella ein Paar sind und keineswegs „nur“ gute Freunde. So zieht Martin die Reißleine, gibt den Kampf um seine Frau auf und zieht aus. Sebastian sieht ein, dass er zu weit gegangen ist und akzeptiert Bellas Entscheidung, in erster Linie für das Kind da zu sein. Da er Martin vergrault hat, muss er nun die Betreuung von Tom übernehmen, wenn Bella in ihrem Studio zu tun hat. Dort läuft es seit der Eröffnung nur mäßig, und die Kundschaft bleibt aus. Bella scheint im Moment nichts zu glücken, nicht nur geschäftlich, auch privat: Sebastian ist genervt und zieht aus, Martin hat ein Jobangebot in München und ihre Tochter Lena, die ganz unverhofft aus Australien frisch verheiratet zurückgekommen ist, fühlt sich mit ihrem Mann nicht willkommen und will sich nach vier Wochen Ehe schon wieder von ihm trennen. Selbst für die Ehekrise ihrer Schwester Ines fühlt sich Bella mitverantwortlich.
In Kürze ist die Anhörung vor dem Jugendamt, und Bella ist Welten von einer heilen Familie entfernt. So geht sie kurzerhand in die Offensive und erklärt den Behörden, dass sie auch als Alleinerziehende für ein Kind sorgen könne, wie tausend andere Mütter auch. Diesem Argument kann nicht widersprochen werden und so erhält Bella das offizielle Sorgerecht für Tom.

## Hintergrund
Bella Dilemma – Drei sind einer zu viel wurde vom 6. September 2012 bis zum 6. Oktober 2012 gedreht und hatte am 5. September 2013 in Deutschland seine Premiere im ZDF.

## Kritiken
Rainer Tittelbach von tittelbach.tv wertete: „Der Zickzack-Kurs durch das urbane Retro-Liebesleben einer Mittvierzigerin geht weiter. In ‚Bella Dilemma‘ ist Andrea Sawatzkis Heldin erwachsener geworden. Plötzlich muss sie noch einmal ein Kind groß ziehen. Was das für ihre Partnerwahl heißt, zeigt der dritte Teil der ZDF-‚Bella‘-Reihe in bester Alltagskomödien-Manier – mit viel Witz, einem vorzüglichen Ensemble, schwungvoll inszeniert, munter geschnitten. Gutes Unterhaltungsfernsehen!“
Die Kritiker der Fernsehzeitschrift TV Spielfilm vergeben die beste Wertung (Daumen nach oben) und meinten: „Tolle Figuren, mal berührend, mal komisch.“
Bei der faz.net urteilte Laura Gispert: „Man spürt, dass die Regisseurin Vivian Naefe und die Hauptdarstellerin Andrea Sawatzki mit Lust an diese Frauengeschichte herangehen. Buch und Regie treiben es mit den Irrungen und Wirrungen immer so weit, dass die Komödie glückt und nicht zum Klamauk wird. Es sollte nicht das letzte Mal sein, dass wir etwas von dieser Bella zu sehen bekommen.“